# Терера в'юркова
Тере́ра в'юркова (Spizocorys fringillaris) — вид горобцеподібних птахів родини жайворонкових (Alaudidae). Ендемік Південно-Африканської Республіки.

## Опис
Довжина птаха становить 12-14 см, з яких від 3,8 до 4,2 см припадає на хвіст, вага 15,7-21 г. Довжина дзьоба становить 1,2-1,47 см. Виду не притаманний статевий диморфізм. Верхня частина тіла бурувато-сіра, місцями охриста, пера мають сірі края. Покривні пера крил коричневі з охристими або рудими краями, першорядні махові пера темно-коричневі з іржастими краями, другорядні махові пера охристі, на кінці сіруваті. Нижня частина спини, надхвістя і верхні покривні пера хвоста буруваті, пера мають сіруваті або охристі края. Стернові пера темно-коричневі з охристими краями, крайні стернові пера на кінці білі. Над очима світлі брови, скроні поцятковані бурими плямками. Щоки, горло і боки шиї білуваті. Нижня частина тіла кремова, груди поцятковані коричневими плямами. Очі карі, дзьоб роговий, лапи коричневі.

## Поширення і екологія
В'юркові терери мешкають в Драконових горах, на півдні Мпумаланги і на сході Фрі-Стейту. Вони живуть на високогірних луках Хайвельду, уникають кам'янистих ділянок і ділянок з високою травою. Живляться насінням і комахами, яких шукають на землі. В кладці 2-3 яйця. Інкубаційний період становить 13-14 днів, кладку насиджують і самиці, і самці. Пташенята покидають гніздо через 11-15 днів після вилуплення.

## Збереження
МСОП класифікує цей вид як такий, що перебуває під загрозою зникнення. За оцінками дослідників, популяція в'юркових терер становить від 1000 до 2500 птахів.